# Шелбіна (Міссурі)
Шелбіна (англ. Shelbina) — місто (англ. city) в США, в окрузі Шелбі штату Міссурі. Населення — 1613 особи (2020).

## Географія
Шелбіна розташована за координатами 39°41′35″ пн. ш. 92°2′23″ зх. д. / 39.69306° пн. ш. 92.03972° зх. д. (39.693020, -92.039644).  За даними Бюро перепису населення США в 2010 році місто мало площу 6,05 км², уся площа — суходіл.

## Демографія
Згідно з переписом 2010 року, у місті мешкали 1704 особи в 717 домогосподарствах у складі 443 родин. Густота населення становила 282 особи/км².  Було 860 помешкань (142/км²).
Расовий склад населення:
| - 98,8 % — білих - 0,5 % — чорних або афроамериканців - 0,1 % — корінних американців - 0,1 % — азіатів |

До двох чи більше рас належало 0,5 %. Частка іспаномовних становила 1,1 % від усіх жителів.
За віковим діапазоном населення розподілялося таким чином: 23,5 % — особи молодші 18 років, 54,3 % — особи у віці 18—64 років, 22,2 % — особи у віці 65 років та старші. Медіана віку мешканця становила 43,5 року. На 100 осіб жіночої статі у місті припадало 90,4 чоловіків;  на 100 жінок у віці від 18 років та старших — 85,5 чоловіків також старших 18 років.
Середній дохід на одне домашнє господарство  становив 40 386 доларів США (медіана — 33 095), а середній дохід на одну сім'ю — 48 906 доларів (медіана — 43 519). Медіана доходів становила 35 179 доларів для чоловіків та 26 771 долар для жінок. За межею бідності перебувало 21,2 % осіб, у тому числі 37,7 % дітей у віці до 18 років та 16,5 % осіб у віці 65 років та старших.
Цивільне працевлаштоване населення становило 688 осіб. Основні галузі зайнятості: освіта, охорона здоров'я та соціальна допомога — 30,4 %, виробництво — 17,4 %, роздрібна торгівля — 13,5 %, будівництво — 10,9 %.